# صانداي مبا
صانداي مبا (بالإنجليزية: Sunday Mba)‏ (28 نوفمبر 1988 نيجيريا - ) هو لاعب كرة قدم نيجيري، يلعب كلاعب وسط، شارك في كأس الأمم الأفريقية 2013.

## روابط خارجية
- صانداي مبا على موقع اتحاد تركيا (لاعب) (الإنجليزية)
- صانداي مبا على موقع قاعدة بيانات كرة القدم.إي يو (الإنجليزية)
- صانداي مبا على موقع ناشيونال فوتبول تيمز (الإنجليزية)
- صانداي مبا على موقع Soccerway.com (الإنجليزية)
- صانداي مبا على موقع عالم كرة القدم.نت (الإنجليزية)
- صانداي مبا على موقع AS.com (الإسبانية)